# Mateja Nenadović
Mateja Nenadović, in serbo Матеја Ненадовић (Brankovina, 28 febbraio 1777 – Valjevo, 11 dicembre 1854), è stato un religioso serbo, leader della prima rivolta serba e capo del governo serbo dal 27 agosto 1805 al gennaio 1807.

## Biografia
Ordinato prete all'età di 16 anni, diventa uno leader degli indipendentisti serbi del distretto di Valjevo.
Nel 1805 Karađorđe Petrović lo invia a San Pietroburgo per cercare di ottenere il sostegno dell'Impero russo nella lotta contro l'Impero ottomano. Al suo ritorno viene nominato capo dell'autoproclamato governo serbo.
Dopo la caduta di Karadjordje nel 1813, il principe Miloš Obrenović lo invia, come rappresentante della Serbia al Congresso di Vienna per perorare la causa serba.